# 冴えない彼女の育てかた (アニメ)
『冴えない彼女の育てかた』は、丸戸史明による同名のライトノベルを原作とした日本のアニメ作品。2014年3月にテレビアニメ化が発表され、2015年1月から3月までフジテレビ『ノイタミナ』枠にて放送された。
同年5月3日には第2期の制作が発表され、『冴えない彼女の育てかた♭』（さえないヒロインのそだてかた フラット）のタイトルで、第1期と同様にフジテレビ『ノイタミナ』枠にて、2017年4月から6月まで放送された。

## 登場人物
- 安芸倫也（あき ともや） - 声：松岡禎丞
- 加藤恵（かとう めぐみ） - 声：安野希世乃[4]
- 澤村・スペンサー・英梨々（さわむら・スペンサー・えりり） - 声：大西沙織[4]
- 霞ヶ丘詩羽（かすみがおか うたは） - 声：茅野愛衣[5]
- 波島出海（はしま いずみ） - 声：赤﨑千夏
- 氷堂美智留（ひょうどう みちる） - 声：矢作紗友里
- 波島伊織（はしま いおり） - 声：柿原徹也

## スタッフ
|                              | 第1期                                 | 第2期                                 |
| ---------------------------- | ------------------------------------- | ------------------------------------- |
| 原作・シリーズ構成・脚本     | 丸戸史明（ファンタジア文庫/KADOKAWA） | 丸戸史明（ファンタジア文庫/KADOKAWA） |
| キャラクター原案             | 深崎暮人                              | 深崎暮人                              |
| 監督                         | 亀井幹太                              | 亀井幹太                              |
| 副監督                       |                                       | 川越崇弘                              |
| キャラクターデザイン         | 高瀬智章                              | 高瀬智章                              |
| 美術監督                     | 日下部夏月                            | 吾田愛美                              |
| 美術設定                     | 綱頭瑛子                              | 成田偉保                              |
| 色彩設計                     | ホカリカナコ                          | ホカリカナコ                          |
| 撮影監督                     | 戸澤雄一朗                            | 戸澤雄一朗                            |
| 撮影監督                     | -                                     | 山本弥芳                              |
| 3DCGディレクター             | 日下大輔                              | 工藤菜央                              |
| 編集                         | 齋藤朱里                              | 齋藤朱里                              |
| 音響監督                     | 藤田亜紀子                            | 藤田亜紀子                            |
| 音楽                         | 百石元                                | 百石元                                |
| 音楽プロデューサー           | 佐野弘明                              | 佐野弘明                              |
| 音楽プロデューサー           | 千葉悦子                              | 舩橋宗寛                              |
| チーフプロデューサー         | 岩上敦宏、松崎容子                    | 三宅将典、柏田真一郎、森彬俊          |
| プロデューサー               | 柏田真一郎、森彬俊、萩原猛            | 神宮司学、森井巧                      |
| アニメーションプロデューサー | 清水暁                                | 辻俊一                                |
| アニメーション制作           | A-1 Pictures                          | A-1 Pictures                          |
| 製作                         | 冴えない製作委員会                    | 冴えない♭な製作委員会                 |

## 制作
第0話「愛と青春のサービス回」は温泉で始まるお色気エピソードで、時系列としては美智留がサークル加入した第12話よりも後であり、初見の視聴者にはストーリーがわかりにくいものであるが、プロデューサーの柏田真一郎が「第1話から始めるとこの作品は地味だから」という理由で、第0話から放送するよう指示したという。
アニメにおけるキャラクターの服装は全てではないものの基本的に深崎が考案しており、バーバリーなどの子供服を参考にしているという。子供服は「シルエットがしっかりしているものが多くて、2次元のキャラクターに落とし込みやすい」からであると理由を述べている。なお、コミカライズの作画担当者によって考案された服も一部ではあるが存在するという。
霞ヶ丘詩羽役の茅野愛衣は「あまりブレスを取らないように」とディレクションを受けたことから、肺活量との戦いだったと振り返っている。茅野は澤村・スペンサー・英梨々役の大西沙織との掛け合いを楽しみながら演じているとしつつも、詩羽としては掛け合いの楽しさを抑えることを意識しているという。また、詩羽との口喧嘩に勝てるわけがないことから大西は無理に戦わずにむしろ負けることを楽しむように演じていると話している。

## 主題歌

### 第1期
「君色シグナル」
春奈るなによるオープニングテーマ。作詞は春奈と増谷賢、作曲・編曲は増谷賢、歌は春奈るな。
「カラフル。」
沢井美空によるエンディングテーマ。作詞・作曲は沢井、編曲はTATOO。
「M♭」
加藤恵（安野希世乃）による第3話挿入歌。作詞は稲葉エミ、作曲は奥井康介、編曲は奈良悠樹。
「Blooming Lily」
澤村・スペンサー・英梨々（大西沙織）による第9話挿入歌。作詞は稲葉エミ、作曲・編曲は奥井康介。
「空色デイズ」
氷堂美智留（矢作紗友里）による第12話挿入歌。作詞はmeg rock、作曲は齋藤真也、編曲は小森茂生。
「Cherish you」
氷堂美智留（矢作紗友里）による第12話挿入歌。作詞は稲葉エミ、作曲は藤末樹、編曲は小森茂生。

### 第2期
「ステラブリーズ」
春奈るなによるオープニングテーマ。作詞・歌は春奈、作曲は杉坂天汰とツカダタカシゲ、編曲はツカダ。
「365色パレット」
波島出海（赤﨑千夏）による第0話エンディングテーマ。作詞は稲葉エミ、作曲・編曲は奥井康介。
「桜色ダイアリー」
妄想キャリブレーションによる通常エンディングテーマ。作詞は妄想キャリブレーションと沢井美空、作曲は本田正樹。
「青春プロローグ」
妄想キャリブレーションによる第11話エンディングテーマ。作詞は妄想キャリブレーションと沢井美空、作曲は沢井、編曲は木村篤史。
「ETERNAL♭」
加藤恵（安野希世乃）による第8話挿入歌。作詞は稲葉エミ、作曲は大畑拓哉、編曲はyamazo。
「DOUBLE RAINBOW DREAMS」
澤村・スペンサー・英梨々（大西沙織）& 霞ヶ丘詩羽（茅野愛衣）による第11話挿入歌。作詞は稲葉エミ、作曲は高尾奏之介、編曲はebaと高尾。
「GLISTENING♭」
加藤恵（安野希世乃）による第11話挿入歌。作詞は稲葉エミ、作曲は奥井康介、編曲は奈良悠樹。

## 評価
BD第1期第1巻（完全生産限定版）の初週推定売上は5,482枚、DVD第1期第1巻（同）の初週推定売上は1,110枚をそれぞれ記録している。BD第2期第1巻（完全生限定版）の初週推定売上は9,118枚、DVD第2期第1巻（同）の初週推定売上は1,138枚をそれぞれ記録している。
「このマンガがすごい！WEB」は本作の特徴について以下のように記されている。
ニュータイプアニメアワード2014-2015では作品賞（TV部門）で5位、男性キャラクター賞で安芸倫也が9位、女性キャラクター賞で加藤恵が4位、監督賞で亀井幹太が9位、脚本賞で丸戸史明が9位をそれぞれ獲得している。
「dアニメストア」が実施した「第3回dアニメストアアワード2015」男性人気ランキングでは6位を獲得している。
アメリカのアニメ評価サイト「Anime Trending」が主催した「第2回 Anime Trending Awards」ではGIRL OF THE YEAR部門で加藤恵が5位、BEST IN CHARACTER DESIGN部門で4位をそれぞれ獲得している。

## 各話リスト
| 話数  | サブタイトル               | 絵コンテ        | 演出       | 作画監督                                                   | 総作画監督         |
| 第1期 | 第1期                      | 第1期           | 第1期      | 第1期                                                      | 第1期              |
| ----- | -------------------------- | --------------- | ---------- | ---------------------------------------------------------- | ------------------ |
| #0    | 愛と青春のサービス回       | 亀井幹太        | 亀井幹太   | 高瀬智章                                                   | 高瀬智章           |
| #1    | 間違いだらけのプロローグ   | 亀井幹太        | 小川優樹   | 奥田佳子                                                   | 高瀬智章           |
| #2    | フラグの立たない彼女       | 神戸守 亀井幹太 | 柴田彰久   | 梅津茜、瀬川真矢 荒川絵里花、広尾佳奈子 長尾祐希子         | 高瀬智章           |
| #3    | クライマックスはリテイクで | 山崎雄太        | 高橋英俊   | 長坂慶太                                                   | 高瀬智章           |
| #4    | 予算と納期と新展開         | 福田道生        | 横田一平   | 明珍宇作、中西和也                                         | 高瀬智章           |
| #5    | すれ違いのデートイベント   | 神戸守          | 岩月甚     | 栗原優                                                     | 高瀬智章           |
| #6    | 二人の夜の選択肢           | 亀井幹太        | 川越崇弘   | 吉井弘幸                                                   | 高瀬智章           |
| #7    | 敵か味方か新キャラか       | こでらかつゆき  | 徳本善信   | 清水博幸                                                   | 高瀬智章           |
| #8    | 当て馬トラウマ回想モード   | 誌村宏明        | 曾我準     | 仁井学、荒川絵里花 梅津茜                                  | 高瀬智章           |
| #9    | 八年ぶりの個別ルート       | こでらかつゆき  | 小川優樹   | 田村里美、長坂慶太                                         | 高瀬智章           |
| #10   | 思い出とテコ入れのメロディ | 室井ふみえ      | 高島大輔   | 中西和也、野田康行                                         | 高瀬智章           |
| #11   | 伏線回収準備よし           | 福田道生        | 川越崇弘   | 吉井弘幸、栗原優                                           | 高瀬智章           |
| #12   | 波乱と激動の日常エンド     | 亀井幹太        | 亀井幹太   | 田村里美、長坂慶太 荒川絵里花、仁井学 梅津茜、永江彰浩     | 高瀬智章           |
| 第2期 |                            |                 |            |                                                            |                    |
| #0    | 恋と純情のサービス回       | 亀井幹太        | 深瀬重     | 藤巻裕一、松原栄介                                         | 高瀬智章、福地友樹 |
| #1    | 冴えない竜虎の相見えかた   | 亀井幹太        | 柴田彰久   | 石田一将                                                   | 高瀬智章、栗原優   |
| #2    | 本気で本当な分岐点         | 亀井幹太        | 橋本能理子 | 松原栄介、清水祐実 橘由美子、福地友樹 水谷雄一郎、中島裕里 | 高瀬智章、福地友樹 |
| #3    | 初稿と二稿と大長考         | 亀井幹太        | 川越崇弘   | 嵩本樹                                                     | 高瀬智章、栗原優   |
| #4    | 二泊三日の新ルート         | 亀井幹太        | 丸山裕介   | 福田裕樹                                                   | 高瀬智章、福地友樹 |
| #5    | 締め切りが先か、覚醒が先か | 亀井幹太        | 大橋一輝   | 池原百合子、斉藤和也                                       | 高瀬智章、栗原優   |
| #6    | 雪に埋もれたマスターアップ | 亀井幹太        | 大西秀明   | 松原栄介                                                   | 高瀬智章、福地友樹 |
| #7    | リベンジまみれの新企画     | 亀井幹太        | 板庇迪     | 中島裕里、水谷雄一郎                                       | 高瀬智章、栗原優   |
| #8    | フラグを折らなかった彼女   | 亀井幹太        | 柴田彰久   | 石田一将                                                   | 高瀬智章、福地友樹 |
| #9    | 卒業式と超展開             | 亀井幹太        | 深瀬重     | 細田沙織、池原百合子 吉岡勝、中山和子                      | 高瀬智章、栗原優   |
| #10   | そして竜虎は神に挑まん     | 亀井幹太        | 大橋一輝   | ini、吉田優子、石田一将                                    | 高瀬智章、福地友樹 |
| #11   | 再起と新規のゲームスタート | 亀井幹太        | 亀井幹太   | 中野裕紀、水谷雄一郎 冨永詠一、福田裕樹                    | 高瀬智章、栗原優   |

## 放送局
| 放送期間                                       | 放送時間                                                  | 放送局             | 対象地域       | 備考                                    |
| ---------------------------------------------- | --------------------------------------------------------- | ------------------ | -------------- | --------------------------------------- |
| 2015年1月9日 - 3月27日                         | 金曜 0:50 - 1:20（木曜深夜）                              | フジテレビ         | 関東広域圏     | 製作委員会参加 / 作品の舞台地（東京都） |
|                                                |                                                           | 岩手めんこいテレビ | 岩手県         |                                         |
|                                                |                                                           | さくらんぼテレビ   | 山形県         |                                         |
|                                                | 金曜 1:10 - 1:40（木曜深夜）                              | テレビ愛媛         | 愛媛県         |                                         |
|                                                | 金曜 1:20 - 1:50（木曜深夜）                              | テレビ静岡         | 静岡県         |                                         |
|                                                | 金曜 1:30 - 2:00（木曜深夜）                              | 秋田テレビ         | 秋田県         |                                         |
|                                                | 金曜 1:35 - 2:05（木曜深夜）                              | 福島テレビ         | 福島県         |                                         |
|                                                | 金曜 1:40 - 2:10（木曜深夜）                              | 新潟総合テレビ     | 新潟県         |                                         |
|                                                | 金曜 1:45 - 2:15（木曜深夜）                              | テレビくまもと     | 熊本県         |                                         |
|                                                | 金曜 2:00 - 2:30（木曜深夜）                              | テレビ新広島       | 広島県         |                                         |
|                                                |                                                           | 仙台放送           | 宮城県         |                                         |
|                                                | 金曜 2:05 - 2:35（木曜深夜）                              | テレビ西日本       | 福岡県         |                                         |
|                                                | 金曜 2:10 - 2:40（木曜深夜）                              | 鹿児島テレビ       | 鹿児島県       |                                         |
|                                                | 金曜 2:58 - 3:28（木曜深夜）                              | 関西テレビ         | 近畿広域圏     | 製作委員会参加                          |
| 2015年1月9日 - 1月23日 2015年1月30日 - 3月27日 | 金曜 2:10 - 2:40（木曜深夜） 金曜 2:05 - 2:35（木曜深夜） | 東海テレビ         | 中京広域圏     | 作者の出身地（愛知県）                  |
| 2015年1月10日 - 3月28日                        | 土曜 0:50 - 1:20（金曜深夜）                              | サガテレビ         | 佐賀県         |                                         |
| 2015年1月21日 - 4月8日                         | 水曜 1:45 - 2:15（火曜深夜）                              | 長野放送           | 長野県         |                                         |
|                                                | 水曜 1:50 - 2:20（火曜深夜）                              | 岡山放送           | 岡山県・香川県 |                                         |

| 配信期間               | 配信時間        | 配信サイト             |
| ---------------------- | --------------- | ---------------------- |
| 2015年1月9日 - 3月27日 | 金曜 12:00 更新 | フジテレビオンデマンド |
| 2015年1月9日 -         | 金曜 15:00 更新 | U-NEXT                 |

| 放送期間                | 放送時間                     | 放送局             | 対象地域       | 備考                                    |
| ----------------------- | ---------------------------- | ------------------ | -------------- | --------------------------------------- |
| 2017年4月14日 - 6月23日 | 金曜 0:55 - 1:25（木曜深夜） | フジテレビ         | 関東広域圏     | 製作委員会参加 / 作品の舞台地（東京都） |
|                         |                              | 岩手めんこいテレビ | 岩手県         |                                         |
|                         |                              | さくらんぼテレビ   | 山形県         |                                         |
|                         | 金曜 1:20 - 1:50（木曜深夜） | 秋田テレビ         | 秋田県         |                                         |
|                         | 金曜 1:30 - 2:00（木曜深夜） | テレビ愛媛         | 愛媛県         |                                         |
|                         | 金曜 1:35 - 2:05（木曜深夜） | テレビ静岡         | 静岡県         |                                         |
|                         | 金曜 1:45 - 2:15（木曜深夜） | 新潟総合テレビ     | 新潟県         |                                         |
|                         |                              | テレビくまもと     | 熊本県         |                                         |
|                         | 金曜 1:55 - 2:25（木曜深夜） | 関西テレビ         | 近畿広域圏     | 製作委員会参加                          |
|                         |                              | 福島テレビ         | 福島県         |                                         |
|                         |                              | テレビ西日本       | 福岡県         |                                         |
|                         | 金曜 2:00 - 2:30（木曜深夜） | テレビ新広島       | 広島県         |                                         |
|                         | 金曜 2:05 - 2:35（木曜深夜） | 鹿児島テレビ       | 鹿児島県       |                                         |
|                         | 金曜 2:10 - 2:40（木曜深夜） | 仙台放送           | 宮城県         |                                         |
|                         | 金曜 2:15 - 2:45（木曜深夜） | 東海テレビ         | 中京広域圏     | 作者の出身地（愛知県）                  |
| 2017年4月15日 - 6月24日 | 土曜 0:55 - 1:25（金曜深夜） | サガテレビ         | 佐賀県         |                                         |
| 2017年4月17日 - 6月26日 | 月曜 1:50 - 2:20（日曜深夜） | 北海道文化放送     | 北海道         |                                         |
| 2017年4月19日 - 6月28日 | 水曜 1:55 - 2:25（火曜深夜） | 長野放送           | 長野県         |                                         |
| 2017年5月30日 - 8月8日  | 火曜 1:25 - 1:55（月曜深夜） | 山陰中央テレビ     | 鳥取県・島根県 |                                         |

| 配信期間               | 配信時間       | 配信サイト             |
| ---------------------- | -------------- | ---------------------- |
| 2017年4月6日 - 6月23日 | 金曜 3:00 更新 | Amazonプライム・ビデオ |

## 関連商品

### BD / DVD
| 巻 | 発売日        | 収録話          | 規格品番      | 規格品番      |
| 巻 | 発売日        | 収録話          | BD限定版      | DVD限定版     |
| -- | ------------- | --------------- | ------------- | ------------- |
| 1  | 2015年3月4日  | 第0話           | ANZX-11481/2  | ANZB-11481/2  |
| 2  | 2015年4月1日  | 第1話 - 第2話   | ANZX-11483/4  | ANZB-11483/4  |
| 3  | 2015年5月13日 | 第3話 - 第4話   | ANZX-11485/6  | ANZB-11485/6  |
| 4  | 2015年6月3日  | 第5話 - 第6話   | ANZX-11487/8  | ANZB-11487/8  |
| 5  | 2015年7月1日  | 第7話 - 第8話   | ANZX-11489/90 | ANZB-11489/90 |
| 6  | 2015年8月5日  | 第9話 - 第10話  | ANZX-11491/2  | ANZB-11491/2  |
| 7  | 2015年9月2日  | 第11話 - 第12話 | ANZX-11493/4  | ANZB-11493/4  |

| 巻 | 発売日         | 収録話          | 規格品番      | 規格品番      |
| 巻 | 発売日         | 収録話          | BD限定版      | DVD限定版     |
| -- | -------------- | --------------- | ------------- | ------------- |
| 1  | 2017年7月26日  | 第0話 - 第1話   | ANZX-13381/2  | ANZB-13381/2  |
| 2  | 2017年8月23日  | 第2話 - 第3話   | ANZX-13383/4  | ANZB-13383/4  |
| 3  | 2017年9月27日  | 第4話 - 第5話   | ANZX-13385/6  | ANZB-13385/6  |
| 4  | 2017年10月25日 | 第6話 - 第7話   | ANZX-13387/8  | ANZB-13387/8  |
| 5  | 2017年11月22日 | 第8話 - 第9話   | ANZX-13389/90 | ANZB-13389/90 |
| 6  | 2018年1月31日  | 第10話 - 第11話 | ANZX-13391/2  | ANZB-13391/2  |

### CD
| 発売日        | タイトル                                                                   | 規格品番   |
| ------------- | -------------------------------------------------------------------------- | ---------- |
| 2014年12月3日 | 冴えない彼女の育てかた キャラクターイメージソング 澤村・スペンサー・英梨々 | SVWC-70037 |
| 2014年12月3日 | 冴えない彼女の育てかた キャラクターイメージソング 霞ヶ丘詩羽               | SVWC-70038 |
| 2014年12月3日 | 冴えない彼女の育てかた キャラクターイメージソング 加藤恵                   | SVWC-70039 |
| 2017年6月28日 | 冴えない彼女の育てかた Character Song Collection                           | SVWC-70269 |

### 書籍
- 『冴えない彼女の育てかた コンプリートブック』2015年7月30日発売[26]、ISBN 978-4-05-406302-0

## Webラジオ
テレビアニメ第1期のラジオ『冴えないラジオの育てかた』は、2014年12月24日から2015年4月15日まで音泉にて配信された。毎週水曜日更新。パーソナリティは加藤恵役の安野希世乃と澤村・スペンサー・英梨々役の大西沙織。
2015年10月24日の「ファンタジア文庫放送局 in ファンタジア文庫大感謝祭2015」内で行われた『冴えないラジオの育てかた Again』にて、Webラジオ番組の配信が発表され、同年11月26日より音泉にて毎月最終木曜日に更新された。本番組よりパーソナリティに霞ヶ丘詩羽役の茅野愛衣が加わった。
テレビアニメ第2期のラジオ『冴えないラジオの育てかた♭』は、2017年4月13日から2018年1月25日まで音泉にて隔週木曜日に更新された。

### ゲスト
- 第1回・第2回・第16回 - 茅野愛衣
- 第11回 - 赤﨑千夏（波島出海 役）
- 第13回 - 矢作紗友里（氷堂美智留 役）

## イベント
2015年5月3日に東京・ディファ有明にて第1期のトーク＆ライブイベント「冴えない彼女の育てかたFes.～blessing moment～」が行われた。イベントにはメインキャスト陣や主題歌を担当するアーティストらが登壇した。
2018年12月3日に豊洲PITにて第2期のイベント「冴えない彼女の育てかたFES♭～glistening moment～」が行われた。イベントにはメインキャスト陣や主題歌を担当するアーティストらが登壇した。また、イベントの最後には劇場アニメの制作の発表が行われた。

## 劇場アニメ
『冴えない彼女の育てかた Fine』（さえないヒロインのそだてかた フィーネ）のタイトルで、2019年10月26日に公開。「Fine（フィーネ、/ˈfiːneɪ/）」はイタリア語の音楽用語で「楽曲の終止」を意味する。英語の「Fine（ファイン、/faɪn/）」ではない。
公開一週間前の2019年10月20日には公式Twitterで7週間連続で来場者特典と各登場人物のアフターストーリーが載った原作者・丸戸史明書きおろし小説「冴えない彼女の育てかた After」があると発表された。特に公開第7週目（2019年12月7日～2019年12月13日）では最後の特典である大人になった加藤恵、澤村・スペンサー・英梨々、波島出海のキャラクター原案・深崎暮人描き下ろしミニ色紙を求めファンが映画館に殺到し、瞬く間に配布終了となった。これを知った公式はANIPLEX+から「クリアポスターファイル（6年後ver.）特典付き」を受注生産したが、これには色紙は付いていなかった。これで特典が終了したと思われたが、公開第8週目（2019年12月14日～）に大ヒット御礼記念特典として総作画監督・石田一将描き下ろし色紙風ピンナップが数量限定で配布された。
制作はテレビアニメ版を制作したA-1 Pictures高円寺スタジオがスタジオ名を改称、ブランド化したスタジオCloverWorksが担当。監督であった亀井幹太が総監督となり、テレビアニメ第1期及び第2期にて各話演出を務めた柴田彰久が監督を務める。興行収入は7億3100万円（見込み）。
Blu-rayおよびDVDはメインヒロインの加藤恵の誕生日である2020年9月23日に発売された。Blu-ray（完全生産限定版）の初週推定売上は36,258枚、DVD（同）の初週推定売上は4,831枚をそれぞれ記録し、週間Blu-rayランキングおよび週間DVDランキングでは共に1位を獲得している。

### スタッフ（劇場）
- 原作・脚本 - 丸戸史明[40]
- キャラクター原案 - 深崎暮人[40]
- 総監督 - 亀井幹太[40]
- 監督 - 柴田彰久[40]
- 脚本 - 丸戸史明
- キャラクターデザイン - 高瀬智章[40]
- 色彩設計 - ホカリカナコ
- 美術監督 - 綱頭瑛子
- 撮影監督 - 戸澤雄一朗・山本弥芳
- 3Dディレクター - 工藤菜央
- 編集 - 齋藤朱里
- 音響監督 - 藤田亜紀子
- 音楽 - 百石元
- 制作 - CloverWorks[40]
- 配給 - アニプレックス[40]

### 主題歌（劇場）
「glory days」
春奈るなによる主題歌。作詞は春奈と沢井美空、作曲は沢井、編曲はSaku。
「icy tail YO!」
氷堂美智留（矢作紗友里）による劇中挿入歌。作詞は稲葉エミ、作曲・編曲は高尾奏之介 。
「DREAM TEAM TRIANGLE」
澤村スペンサー英梨々（大西沙織）&霞ヶ丘詩羽（茅野愛衣）による劇中挿入歌。作詞は稲葉エミ、作曲・編曲は大畑拓也。
「ULTIMATE♭」
加藤恵（安野希世乃）による劇中挿入歌。作詞は稲葉エミ、作曲・編曲は栁舘周平。

### 企画・イベント
公開当日の2019年10月26日に新宿バルト9ほかにて初日舞台挨拶が行われ、メインキャスト陣と主題歌アーティストが登壇した。
2020年7月18日から8月9日まで『冴えない彼女の育て方 Fine』のアニメイトオンリーショップが開催された。
2021年4月25日に立川ステージガーデンにてイベント「冴えない彼女の育てかたFes. Fine ～glory moment～」が開催された。イベントにはメインキャスト陣や主題歌アーティストが登壇した。